# Sigoulès
Sigoulès korábbi község Franciaországban, Dordogne megyében. Lakosainak száma 900 fő (2017. január 1.). Sigoulès Cunèges, Pomport, Flaugeac, Mescoules, Sainte-Innocence és Thénac községekkel határos.
2019. január 1-jén Flaugeac korábbi községgel egyesült és az így létrejött Sigoulès-et-Flaugeac új község része lett.

## Népesség
A település népessége az elmúlt években az alábbi módon változott:
| Lakosok száma | 944  | 951  | 1144 | 900  |
|               | 2013 | 2015 | 2016 | 2017 |